# Напад НОВЈ на Лудбрег октобра 1943.
Снаге НОВЈ под командом штаба Друге оперативне зоне Хрватске напале су и освојиле 2/3. октобра усташко-немачко упориште Лудбрег код Вараждина. Борбе за Лудбрег окончане су после 8 часова ујутро 3. октобра, док су оштре борбе за одбијање усташке интервенције из Вараждина потрајале до поподневних часова истог дана.
Усташко-немачким снагама нанети су губици око 600 избачених из строја, а снаге НОВЈ су у освојеном упоришту заплениле знатну количину оружја, муниције и ратне опреме.
Ова акција имала је велики одјек и велики утицај на јачање партизанских снага и интензивирање антифашистичке борбе у северозападној Хрватској.

## Претходна ситуација
Територија Друге оперативне зоне Хрватске (северозападна Хрватска) била је од великог војног и политичког значаја за обе стране. Виши штабови НОВ и ПОЈ од почетка 1942. изводиле су заједничка борбена дејства снага Друге оперативне зоне и других снага на овом подручју у циљу угрожавања осовинских позиција и развијања локалних јединица масовнијим укључивањем хрватског становништва у НОП. У другој половини 1943. Штаб зоне командовао је 13. пролетерском бригадом, бригадом „Браћа Радић“, те Загребачким и Калничким НОП одредом. Од септембра до децембра 1943. штабу зоне стављена је на располагање и 28. славонска дивизија.
Прва већа операција у којој је ова дивизија употребљена био је напад на Лудбрег 2/3. октобра.
Према плану напада и заповести штаба 2. оперативне зоне, за напад на упоришта у самом месту предвиђена је 17. славонска бригада. Бригада „Браћа Радић“ имала је задатак затварања праваца од Вараждина, а 21. славонска бригада задатак осигурања од Копривнице.
Према подацима којима је располагао штаб зоне, посаду Лудбрега чинио је батаљон (бојна) домобранске 2. пешадијске пуковније, око 150 „гестаповаца“, чета од око 150 припадника немачке фелджандармерије, и чета (сатнија) усташа. Немачке полицијске и војне службенике разних служби по градовима документи јединица НОВЈ у правилу називају збирним именом „гестаповци“, мада нису сви били службеници Гестапоа. Ове немачке скупине најчешће су својом упорношћу представљале најтврђе језгро одбране приликом напада партизана.
Ови подаци показали су се поузданим, осим што је усташка сатнија претходно пребачена у Вараждин, што партизански обавештајци нису запазили. На гарнизон јачине око 700 људи нападала је 17. славонска бригада која је тада бројала око 1.100 бораца.

## Борба у Лудбрегу
1. батаљон требало је да наступи са североисточне стране, са задатком да ликвидира упоришта у домобранској касарни (150 војника) и школи (200 војника). Задатак 2. батаљона био је да се без задржавања на спољашњој одбрани увуче у упориште и једном четом ликвидира усташки логор, другом зграду Гестапоа, а трећом зграду поште и ровове око ње. 3. батаљон нападао је са југозападној правца на ровове до реке Бедње. Након ликвидације требало је да ударом с леђа помогне јединице 2. батаљона које нападају усташке зграде, те да заузме жандармеријске касарне и ликвидира бункер испред жандармерије. 4. батаљону задат је правац са североистока према железничкој станици (50 домобрана). Након заузимања станице, требало је да се укључи у концентричан напад усташку, гестаповску и жандармеријску зграду. Топ и оба минобацача прикључени су снагама овог батаљона у циљу што бржег извршења задатка.
Напад на свим секторима почео је према плану, 2. октобра у 24:00. Највеће проблеме имао је 1. батаљон на свом сектору. Његов напад је одбијен уз губитке. Остали батаљони успешно су развијали напад. Пресудни успех који је поколебао одбрану, био је продор 3. батаљона у свитање у блок зграда у самом центру места. Око 8 часова ујутро одбрана се распала и групе немачких и домобранских војника кренуле су у неорганизовано пробијање према околним гарнизонима, или преко Драве на мађарску територију.

## Борба на Вараждинском правцу
У гарнизонима око Лудбрега (Вараждин, Копривница и Крижевци) било је око 3.000 Немаца, усташа и домобрана. Стога је у организацији акције велика пажња посвећена блокирању праваца који из ових места воде у Лудбрег.
На сектору 21. славонске бригаде, према Копривници, није било значајнијих дејстава осим повремених чарки. Бригада је након пада упоришта у Лудбрегу успела да похвата око 100 домобрана који су бежали из Лудбрега.
На правце који из Вараждина воде према Лудбрегу постављена је бригада „Браћа Радић“. Други батаљон ове бригаде водио је у захвату села Шемовца најдраматичнију борбу у целој овој операцији.
Други батаљон представљао је искусну борбену целину. Као Мославачки ударни батаљон као целина је ушао у бригаду „Браћа Радић“ приликом њеног формирања. Последњих дана септембра поднео је главни терет у борби за Вараждинске Топлице. Пред борбу за Лудбрег бројао је 234 борца.
Овај батаљон је изашао на положај са закашњењем које аутори монографије о 28. дивизији приписују грешци штаба бригаде „Браћа Радић“. Батаљон је, уместо у 23:30, како је било предвиђено планом, изашао на Вараждинску цесту тек око 2 часа после поноћи, наишавши притом у селу Шемовцу на чело усташке колоне која је журила према Лудбрегу.
Била је то усташка бојна (батаљон) под командом бојника (мајора) Орешковића, бројчано више него двоструко јача од батаљона бригаде „Браћа Радић“, уз то ојачана танкетама, артиљеријом и моторизацијом. У Шемовцу се одмах развила драматична сусретна борба у којој су партизани крајњим напором уз обостране жртве успели да зауставе и сузбију усташе.
Усташка групација је, након сређивања и артиљеријске припреме, још у току ноћи кренула у одлучан напад. Међутим, партизански батаљон одржао је положај крајњом упорношћу, одлучношћу и умешношћу. Значајну улогу одиграо је противтенковски вод 17. славонске бригаде, који је располагао британским противтенковским митраљезом 12,7 мм и противтенковском пушком. У нападу су онсепособљене две танкете, а а и сам бојник Орешковић је рањен, па је пребачен у Вараждин у болницу.
Након свитања борба је постала још драматичнија. Као појачање из Вараждина стигао је „потјерни одјел“ из састава Павелићевог тјелесног здруга под командом бојника Девчића, који је преузео команду над целом скупином.
Артиљеријске канонаде смењивали су јуриши. Усташе су кренуле на јуриш око 9 часова ујутро, концентриушући удар на сектор уз Драву, покушавајући да се пробију на уском сектору, међутим били су поново одбијени.
За следећи одлучни напад обе стране припремиле су тактичко изненађење. Предвиђајући напад, командант 2. батаљона, користећи конфигурацију речне обале, кришом је истурио митраљеско одељење са командиром 2. чете Матом Шкрљаном далеко напред, у висину усташких припремних положаја за јуриш. Очекивани јуриш почео је око 11 часова. Међутим, усташе су са своје стране припремиле препад десантом са реке. Тако се са почетком напада Шкрљаново митраљеско одељење нашло у средини, између две наступајуће групе усташа. То их међутим није поколебало, и њихова прецизна бочна ватра знатно је допринела да и овај напад буде одбијен.
Око 13 часова усташе су обезбедиле и подршку из ваздуха. Према сећању команданта батаљона Милоша Кораћа, у налету је било 9 „штука“ које су из понирања бомбардовале положаје батаљона, наносећи им губитке. Након ваздушног удара, уследио је још један узалудан јуриш.
Након 15 часова, ситуација се изменила. Усташама је постало јасно да је Лудбрег изгубљен, а бригади „Браћа Радић“ стигли су у помоћ из Лудбрега батаљони 17. славонске бригаде. Усташе су се повукле у Вараждин, претрпевши губитке од 6 онеспособљених танкета и већег броја мртвих и рањених, али се овај број у извештајима не наводи.

## Резултати и последице напада
Снаге 2. оперативне зоне Хрватске у борбама за Лудбрег имале су укупно 71 погинулог, 62 рањена и 4 нестаих бораца. Од тога је 17. славонска бригада имала 17 погинулих: 12 их је погинуло у борбама у Лудбрегу, а 5 у Шемовцу. Од осам бораца противтенковског вода који је дат на испомоћ бригади „Браћа Радић“, 5 их је погинуло, а двоје рањено.
Бригада „Браћа Радић“ имала је 54 погинула, 24 рањена и 4 нестала борца. Од тог броја сам 2. батаљон имао је 42 мртва и 15 рањених.
Према извештају штаба 17. бригаде штабу 28. дивизије, на њеном сектору било је око 60 погинулих противничких војника, а 15 рањених је пронађено и заробљено. Укупно је у Лудбрегу заробљено преко 400 домобрана са 10 до 12 официра, 15 жандарма и 30 гестаповаца. Заплењено је 18 митраљеза, од тога 3 тешка, 2 лака минобацача и велика количина другог наоружања и опреме.
Осим ових, 21. бригада и бригада „Браћа Радић“ заробиле су преко 100 домобрана у бекству. Број погинулих усташа у нападима на положаје бригаде „Браћа Радић“ није познат.
Од заробљених домобрана, 3 официра, 4 заставника и око 100 војника је изразило жељу да остане у партизанима, па су одмах распоређени по јединицама.
Поред погинулих у борби, један број заробљених је стрељан: један немачки поручник и један подофицир, усташки логорник, домобрански заставник Ребић и 4—5 војника из његове групе, таборник и начелник општине Лудбрег, — „све доказани и познати крвници и убице антифашистичких бораца и народа".
Према извештајима формација НДХ, у Копривницу се пробило 89 домобрана са једним заставником, а од гестаповаца, део се наводно спасио пребацивањем преко Драве у Мађарску, а део према Вараждину.
Овај успех НОВЈ имао је широког одјека. Осетивши присуство јаких снага НОВЈ, немачко-усташке снаге концентрисале су се на учвршћивање одбране Вараждина ради превенције евентуалног напада. Извели су два јача испада према Лудбрегу, 8. и 12. октобра, који су одбијени.
Групација под командом штаба 2. оперативне зоне наставила је своја офанзивна дејства. Након више мањих упоришта, 7. новембра ослобођена је Копривница, чиме је створена компактна слободна територија позната као „Подравска република“ која се одржала до првих дана фебруара 1944. У борбама од 28. до 30. новембра ослобођена је Чазма, а од нових добровољаца формиран је Крапински НОП одред, док су Калнички и Загребачки знатно омасовљени. Од учвршћених батаљона са борбеним искуством формиране су Друга мославачка бригада и бригада „Матија Губец“ 12. децембра 1943. Немачки штаб 69. армијског корпуса у Загребу био је принуђен да концентрише крупне комбиноване немачко-усташке снаге за сузбијање устанка на овом граничном подручју Трећег рајха.